# Maya Wertheimer

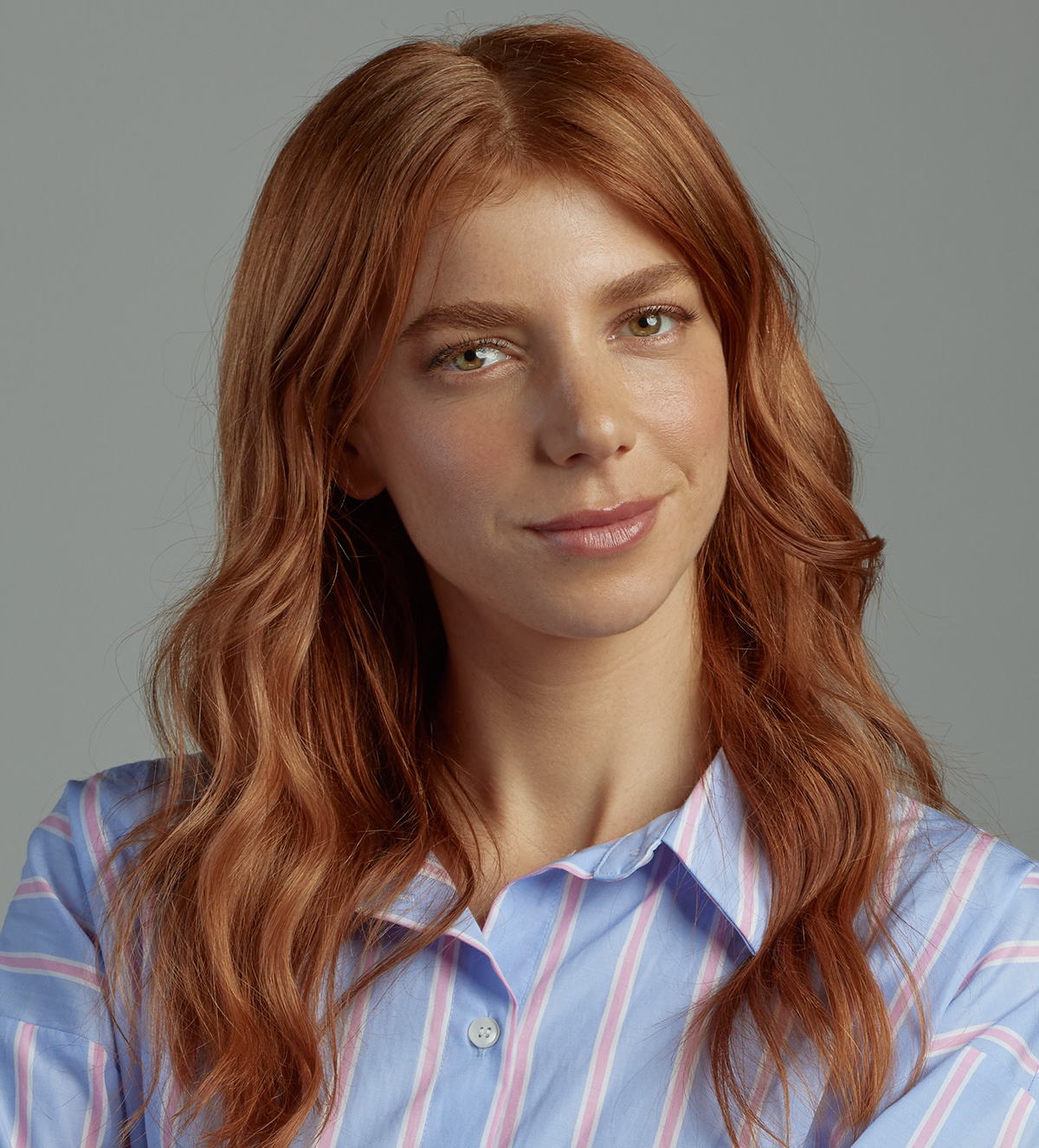
Maya Wertheimer

Maya Wertheimer (hebräisch מאיה ורטהיימר; * 29. Juli 1990 in Kfar Vradim, Israel) ist eine israelische Schauspielerin und Model.

## Leben und Karriere
Wertheimer wurde am 29. Juli 1990 in Kfar Vradim geboren. Sie ist die Tochter des Milliardärs Eitan Wertheimer (Sohn des israelischen Industriellen und ehemaligen Knesset-Mitglieds Stef Wertheimer) und die Halbschwester der israelischen Sängerin Sivan Talmore. Sie studierte Theater an der Maagan Michael High School und schloss sich dem Theaterkreis von Orna Porat an. Ihr Debüt gab sie 2011 in der Fernsehserie Alifim. Anschließend trat sie in der Serie Achoti Kaftza Kita auf. Von 2017 bis 2021 spielte sie in der Serie Shababnikim die Hauptrolle. 2023 war sie in The Malevolent Bride zu sehen.
Wertheimer ist mit dem israelischen Politiker Assaf Zamir verheiratet. Die Sängerin Sivan Talmor ist ihre Halbschwester.

## Filmografie
Filme
- 2015: Vows
- 2017: Sipur Ahava Eretz-Israeli

Serien
- 2011: Alifim
- 2017: Achoti Kaftza Kita
- 2017–2021: Shababnikim
- 2019: Morobot
- 2023: The Embassy
- 2023: The Malevolent Bride
- 2023: Ronnie & Tom